# Tashi Tsering (mémorialiste)
 (janvier 2021).
Pour les articles homonymes, voir Tashi Tsering.
Tashi Tsering (tibétain : བཀྲ་ཤིས་ཚེ་རིང་, Wylie : bKra-shis Tse-ring) (né en 1929 à Guchok, xian de Namling, préfecture de Xigazê, et mort le 5 décembre 2014 à Lhassa) est un Tibétain d'origine paysanne, auteur d'une autobiographie, Mon combat pour un Tibet moderne, Récit de vie de Tashi Tsering, où il décrit la vie qu'il a menée successivement dans le Tibet pré-communiste, en exil en Inde et aux États-Unis, et enfin de retour en Chine pendant la révolution culturelle, entre Tibet et Chine orientale dans les décennies qui ont suivi.

## Jeunesse

### Au village
Tashi Tsering est le fils d'une famille de paysans pauvres vivant à l'extérieur de Lhassa. Ils habitent une maison villageoise en pierres, le premier et le second étages servent d'habitation et le rez-de-chaussée accueille les animaux. Ils cultivent l'orge et des lentilles et élèvent des yaks, chèvres et moutons. La famille fabrique son habillement en filant la laine et la tissant sur des métiers en bois. Elle utilise le troc pour se procurer des produits comme le sel. Le père de Tashi Tsering est un lettré.

### À l'école de danse
En 1939, il est désigné, à l'âge de 10 ans, pour devenir gadrugba (tibétain : གར་ཕྲུག་པ, Wylie : gar phrug pa), jeune danseur de la Gar, troupe de danse traditionnelle du dalaï-lama, aussi appelée société de danse du gouvernement tibétain. Il s'agit d'une servitude due traditionnellement par son village et abhorrée de tous car elle revient quasiment, pour les parents, à perdre un fils. Le jeune Tashi, toutefois, n'est pas mécontent de cette situation, même si sa mère est désespérée : c'est en effet pour lui l'occasion d'apprendre à lire et à écrire, son vœu le plus cher.
À l'école de danse, la méthode employée par les maîtres pour stimuler les élèves est de les frapper à chaque faute commise, comme cela se fait depuis des siècles. Tashi porte encore les marques des corrections quasi-quotidiennes. À l'âge de 13 ans, en 1942, il est fouetté devant toute la troupe pour avoir été absent à une représentation : sa peau se déchire, la douleur devient insupportable.
Le jeune danseur se fraye un chemin en devenant le drombo ( Wylie : mgron po, littéralement l'« invité »),, c'est-à-dire, par euphémisme, le « compagnon homosexuel passif » et selon Goldstein « jouet sexuel », de Wangdu, un moine ayant de l'entregent et qui le traite avec douceur et favorise sa formation intellectuelle. Il est cependant enlevé et séquestré quelques jours par un dob-dob et parvint à s'échapper, personne n'ayant rien put faire pour l'aider, ce dob-dob étant connu pour sa férocité avait toujours un poignard sur lui (selon Jean-Pierre Barou et Sylvie Crossman, ces moines-guerriers pouvaient aller jusqu'à se battre entre eux pour posséder les faveurs d'un mignon).
Tashi s'étonne que de tels comportements puissent être tolérés dans les monastères : « Quand je parlais des dob-dob aux autres moines et responsables monastiques, on haussait les épaules en disant simplement que c'était le cours des choses ». Patrick French, qui a rencontré Tashi Tsering à Lhassa en 1999, où French note l'atmosphère oppressante liée à la présence massive des forces de sécurité, indique que celui-ci n'est pas homosexuel mais qu'il profitait de cette relation à des fins personnelles. Lors de son entretien, Tashi Tsering lui dit qu'avec le recul, il voyait les « pratiques sexuelles de l'ancien Tibet, comme une question d'habitudes et de conventions, la conséquence sociale acceptée de personnes exploitant les vides des règles religieuses ».
La mère de Tashi organise le mariage sans amour de son fils avec Tsebei, une jeune fille assez riche. Tashi part donc vivre chez sa belle-famille mais refuse d'être commandé par son beau-père et ses beaux-frères, qui n’ont pour lui que mépris du fait de son humble origine. Au bout de trois mois, il quitte la maison. Comme ce mariage n’a pu se faire sans la permission du chef du Gadrugba, Tashi doit, pour en être délié, subir vingt-cinq coups de fouet.
En 1947, Tashi, qui a dix-huit ans, se porte candidat à un poste de secrétaire auprès du trésor du palais du Potala. Reçu à l’examen d’entrée, il est affecté à un bureau dirigé par deux moines et un noble. Il y reste environ un an.

### Dans les années 1950
Des troupes chinoises, présentes à Lhassa en 1952, il remarque l'efficacité et l'autonomie, déclarant que les soldats n'auraient même pas emprunté une aiguille aux habitants. Il est fasciné par leurs pratiques différentes de celles des Tibétains : ils pêchent dans les rivières avec un ver au bout d'un hameçon, ils recueillent déjections canines et humaines pour servir d'engrais dans leur recherche de l'autonomie alimentaire, pratiques que Tashi trouve révulsantes. Il se souvient aussi qu'un haut-parleur est installé au cœur de la ville et diffuse une propagande en langue tibétaine,.
Il est impressionné par les réalisations des Chinois : ouverture à Lhassa des premières écoles primaires, d'un hôpital et de divers bâtiments publics. En un court laps de temps, il voit davantage d'améliorations qu'il n'en avait vues jusque-là dans sa vie, voire que n'en avait vues le Tibet depuis des siècles.
Tashi a une liaison avec une jeune fille noble du nom de Thondrup Dromala. L'opposition de la famille de cette dernière et les faibles ressources du jeune homme ont finalement raison de leur couple malgré la naissance d'un garçon en 1953,,.

## Études

### En Inde (1957-1959)
Débrouillard, il parvient, en 1957, à réunir les fonds nécessaires pour aller étudier en Inde. Il est à l'étranger lorsqu'éclate le soulèvement tibétain de 1959,.
Il est amené à travailler étroitement avec les chefs de la résistance tibétaine exilés, en particulier un frère aîné de Tenzin Gyatso (XIVe dalaï-lama), Gyalo Thondrup (« Gyalola comme nous l'appelions »), avec lequel il s'est lié d'amitié[Quand ?]. Il le seconde dans l'accueil des réfugiés tibétains, sans savoir que Gyalo Thondrup est financé par la CIA et qu'il dispose d'importantes ressources financières.
Une des tâches dont il est chargé consiste à recueillir des récits d'atrocités auprès de réfugiés. Il en trouve très peu et la plupart des réfugiés qu'il interroge sont illettrés et incapables de présenter leur expérience de façon ordonnée et logique. Beaucoup n'ont même pas vu les combats menés par l'armée chinoise à Lhassa. Ils ont été pris dans la peur panique qui avait saisi tout le pays. Ils n'ont de récit à faire que celui des souffrances qu'ils ont endurées pendant leur marche à travers la montagne mais non du fait des Chinois. Finalement, les récits consignés par ses soins, joints à ceux d'autres camps de réfugiés, seront présentés par la commission internationale de juristes dans son rapport de 1960 accusant la Chine d'atrocités.
En 1959, il est chargé par son ami Gyalo Thondrup de s'occuper d'une partie du trésor du dalaï-lama qui avait été mis en sécurité en 1950 dans les réserves de Tashi Namgyal, maharaja du Sikkim. Après la fuite du dalaï-lama, le gouvernement chinois en réclama la restitution, affirmant que c'était non pas la propriété du dalaï-lama mais celle du pays, qu'ils considéraient désormais comme leur appartenant. Quand Tashi Tsering intervient, le trésor vient d'être acheminé par camion de Gangtok, la capitale du Sikkim, à Siliguri plus au sud. Alors que l'or est envoyé par avion cargo à Calcutta, où il est confié à des banques, l'argent est conservé chez un commerçant tibétain de confiance, où Tashi doit le garder durant près d'un mois avant de participer à sa fonte en lingots.

### Aux États-Unis (été 1960 - fin 1963)
Tashi Tsering fait alors la connaissance en Inde d'un étudiant américain, grâce auquel il va pouvoir aller étudier aux États-Unis. Avant de partir, il rencontre le 14e lalaï-Lama, qui l'invite à « être un bon Tibétain », à « étudier sérieusement » et à « mettre son éducation au service de son peuple et de son pays ».
En juillet 1961, il arrive à Seattle après avoir passé un an à étudier l'anglais au Williams College à Williamstown. Il deviendra un des interprètes de Dezhung Rinpoché après le départ de Thupten Jigme Norbu en juin 1962 et collaborera aussi avec E. Gene Smith.
Il étudie sur la Côte Est puis à Seattle dans l'État de Washington : ses lectures historiques lui font établir un parallèle entre le Moyen Âge occidental et la société tibétaine qu'il vient de quitter.
Il se trouve que Tsejen Wangmo Sakya, une jeune Tibétaine (de l’importante famille Sakya) de Seattle est engrossée par un moine, qui refuse de l’épouser. Le frère de la jeune femme demande à Tashi d’épouser Tsejen et de reconnaître l’enfant. Le mariage a lieu et, quelques mois plus tard, naît un garçon nommé Sonam Tsering.
Malgré l'incompréhension de ses amis tibétains en exil et de ses condisciples américains (dont Melvyn Goldstein), il décide de retourner au Tibet pour se mettre au service des Tibétains restés au pays. Gyalo Thondrup essaie de l'en dissuader, en lui faisant miroiter des avantages matériels, mais en vain. Le 10 décembre 1963, Tashi quitte Seattle, laissant derrière lui Tsejen et Sonam.

### Retour au Tibet (1964)
En 1964, il est le premier Tibétain exilé en Occident à retourner à Lhassa. Il se voit participer à la création d'un Tibet nouveau et moderne.
À son arrivée en Chine, il est envoyé à quelque 1 300 km au nord-ouest de Canton, à l'institut de la minorité tibétaine de Xianyang, qui abrite 2 500 étudiants. Il fait partie d'une classe de 40 Tibétains destinés à devenir enseignants au Tibet. Il accepte conditions spartiates et endoctrinement, car il croit sincèrement au bien-fondé du communisme et espère que sa formation lui permettra de retourner au Tibet pour y enseigner.

## Sous la révolution culturelle (1966-1976)
En 1966, débute la grande révolution culturelle prolétarienne.

### Militantisme révolutionnaire (juin 1966 - octobre 1967)
Persuadé que le Tibet ne peut évoluer vers une société moderne reposant sur des principes socialistes égalitaires qu'en collaborant avec les Chinois, Tashi Tsering devient garde-rouge. Il participe à son premier thamzing en juin 1966, les dirigeants de l'école de Xianyang sont humiliés en public par les étudiants. Il fait partie des étudiants choisis pour aller défiler à Pékin devant le président Mao en septembre 1966. Résidant à Lhassa de décembre 1966 à mars 1967, il s'interroge alors sur le déroulement de la révolution culturelle au Tibet. Puis il retourne en mars à Xianyang.

### Arrestation à l'école de Xianyang (octobre 1967 - décembre 1970)
Cependant, en novembre 1967, il est à son tour dénoncé comme « contre-révolutionnaire » et espion à la solde des États-Unis. Après des humiliations publiques et une condamnation sans réel procès, il se retrouve en prison au milieu d'intellectuels et de responsables, hans comme tibétains. Son séjour dans une geôle de Chine centrale, est effroyable. Le 23 mars 1970 Tashi est formellement accusé de trahison. En novembre 1970 il est incarcéré à la prison de Changwu dans la province de Shaanxi. Début décembre, il est transféré trois jours à la prison de Xiangwu puis de nouveau trois jours à la prison de Chengdu.

### Prison de Lhassa (décembre 1970 - mai 1973)
Il finit par être transféré, en décembre 1970, à la prison de Sangyib à Lhassa, dans la région autonome du Tibet. Il y restera deux ans et demi jusqu'en mai 1973. Les conditions de détention et la nourriture s'améliorent : chaque cellule est éclairée par une ampoule, les murs et le sol sont en béton et secs, il a droit à trois repas par jour, du thé au beurre, de la tsampa, parfois un peu de viande. Il a même droit à des journaux en tibétain et en chinois.

### Libération (1973-1976)
En mai 1973, Tashi Tsering est libéré. Toujours suspect, il est assigné à un travail manuel qui ne lui convient pas.
À l’automne 1974, il se rend à Lhassa pour voir ses parents. Il y épouse Sangyela, une amie tibétaine de longue date, très croyante, avec qui il va former un couple très uni.
Pendant sa longue absence, son frère est mort de faim en prison, tandis que ses parents réussirent tout juste à survivre dans un monastère à moitié détruit.

## Réhabilitation (1977-1978)
Profitant de l'assouplissement du régime après l'arrivée au pouvoir de Deng Xiaoping en 1977, il gagne Pékin pour réclamer, et obtenir, sa complète réhabilitation. Officiellement réhabilité en 1978, il commence, à cinquante ans, une nouvelle vie.

## Le professeur d'université et le bâtisseur d'écoles
Tashi Tsering est autorisé à rentrer au Tibet en 1981 et devient professeur d'anglais à l'université du Tibet à Lhassa. Il obtient de pouvoir commencer la rédaction d'un dictionnaire trilingue tibétain-chinois-anglais (qui sera publié à Pékin en 1988).
De son côté, son épouse obtient une licence pour un débit de chang, la bière de céréales tibétaine.
Avec la politique économique de la Porte ouverte de Deng Xiaoping, hommes d'affaires et touristes débarquent à Lhassa, créant un besoin de guides anglophones.

### Création d'un cours d'anglais privé
Constatant qu'il n'existe aucun enseignement de l'anglais dans les écoles du Tibet, il a l'idée d'ouvrir à Lhassa, en septembre 1985, des cours du soir en anglais. La réussite est au rendez-vous, il fait d'importants bénéfices qu'il décide d'utiliser pour ouvrir des écoles dans sa région d'origine où il n'existe aucune structure d'enseignement.

### Les écoles du plateau
Il se bat alors pour obtenir la création, dans son village, d’une école primaire, laquelle ouvre ses portes en 1990.
Fort de cette réussite, et pour financer l'ouverture d'autres écoles dans le canton de Namling, il met sur pied un commerce de tapis et d'articles d'artisanat qui prospère grâce aux visiteurs étrangers. En 1991, s'ouvre une deuxième école, à Khartse (de).
C'est ainsi qu'une cinquantaine d'écoles primaires seront fondées sur le haut plateau à son initiative, et en collaboration avec les autorités scolaires du comté qui répartissent les fonds, choisissent les emplacements, définissent la taille des écoles, ainsi qu'avec les habitants qui fournissent bénévolement la main-d'œuvre.
Selon Tsering Woeser qui l'a interviewé, Tashi Tséring est très inquiet au sujet de l'état actuel de la langue tibétaine, mais déclare « si nous mettons l'accent sur l'importance de la langue tibétaine, nous serons accusés de nationalisme étriqué, car selon les directives gouvernementales officielles, plus le niveau de tibétain est élevé, plus le niveau de conscience religieuse est fort, et en conséquence plus le comportement réactionnaire est fort »,.

## Son autobiographie
En 1992, ayant repris contact avec Melvyn Goldstein, il retourne aux États-Unis pour travailler à son autobiographie avec son ancien condisciple. Ses mémoires paraîtront finalement en 1997 sous le titre The Struggle for Modern Tibet. The Autobiography of Tashi Tsering, et sous la cosignature de Melvyn Goldstein, William Siebenschuh et Tashi Tsering. À sa sortie, le livre est le seul texte de langue anglaise dont on puisse dire qu'il provient d'un Tibétain vivant au Tibet (et non en exil).
Pour P. Christiaan Klieger, tout comme les récits des réfugiés de 1959 durent être refaçonnés pour être compréhensibles et cohérents, lorsque Tashi Tsering livra le récit de sa vie dans les années 1990, celui-ci fut à son tour façonné mais par deux interlocuteurs (Melvyn Goldstein et William Siebenschuch) qui étaient d'avis que le monde avait besoin d'entendre un autre message sur le Tibet. La fustigation infligée à Tashi Tsering par son maître de danse tibétain, son élévation au rang d'amant attitré d'un moine haut placé, et son désir d'œuvrer dans le cadre du Tibet chinois servent à déranger la représentation idéalisée du Tibet en vogue chez les Occidentaux.
Pour Jamyang Norbu, l'impression qui ressort à la lecture de la biographie de Tashi Tsering est celle d'une naïveté extrême.

## Deuxième audience avec le dalaï-lama
En 1994 (à 65 ans), il rencontre à nouveau le dalaï-lama, à l’Université du Michigan, trente ans après leur dernier entretien. Tashi dit au dalaï-lama qu'il respecte son engagement pour la non-violence, mais lui suggère aussi que les Tibétains doivent savoir comment s'opposer aux Chinois quand les politiques qu'ils appliquent semblent déraisonnables, mais que les Tibétains doivent aussi apprendre comment vivre avec eux. Tashi dit encore au dalaï-lama que ce dernier est selon lui dans une situation unique pour négocier un accord avec les Chinois qui pourrait être favorable autant aux Chinois qu'aux Tibétains, et que tant les Chinois que les Tibétains l'écouteraient. Tashi souhaitait ardemment que le dalaï-lama unifie une nouvelle fois son peuple, mettre fin au gouvernement en exil et retourne au Tibet.
Après avoir écouté attentivement Tashi Tsering, le dalaï-lama lui répond qu'il a lui-même pensé à la plupart des idées que Tashi vient d'exprimer et qu'il apprécie ses conseils à leur juste valeur, mais qu'il ne croie pas que le moment soit le bon. Tashi Tsering ne fut ni surpris ni découragé, mais satisfait d'avoir pu exprimer ce qu'il avait en tête et que le dalaï-lama ait écouté avec attention.

## La lutte pour l'éducation et la défense de la langue tibétaine
En 2003, Tashi Tsering publie son deuxième ouvrage, cosigné par William Siebenschuch, sur sa lutte pour l'éducation, sous le titre The struggle for education in modern Tibet: the three thousand children of Tashi Tsering.
En 2007, il intervient auprès des députés de la région autonome du Tibet pour protester de la trop faible place accordée à la langue tibétaine dans l'enseignement supérieur et dans l'administration. À son avis, les écoles au Tibet devraient enseigner toutes les matières, y compris la science et la technologie modernes, en tibétain, afin de préserver la langue.
Dans sa déclaration officielle soumise au Congrès du peuple de la région autonome du Tibet en 2007, il écrit : « l'usage du tibétain dans les écoles et l'établissement d'un système d'éducation pour l'étude de la langue tibétaine est non seulement essentiel pour cultiver la pensée progressive et le talent chez les gens, mais donne aussi corps au droit humain le plus fondamental du peuple tibétain, c'est l'assise sur laquelle l'égalité entre les minorités ethniques peut être réalisée »,.

## Disparition
Tashi Tsering est mort le 5 décembre 2014, à Lhassa, à l'âge de 85 ans.

## Ouvrages
- (en) Avec William Siebenschuh, et Melvyn Goldstein, The Struggle for Modern Tibet: The Autobiography of Tashi Tsering, Armonk, N.Y., M. E. Sharpe, Inc., 1997, xi + 207 p.  (ISBN 0-7656-0509-0 et 9780765605092) – (fr) Mon combat pour un Tibet moderne, Récit de vie de Tashi Tsering, traduit de l’anglais par André Lacroix, Éditions Golias, 2010, 255 p.  (ISBN 2354721072 et 978-2354721077) - (en) Chinese Edition of The Struggle for a Modern Tibet: the Life of Tashi Tsering, Mirror Books, Carle Place, N.Y., 2000.
- (en) Avec William Siebenschuch, The struggle for education in modern Tibet: the three thousand children of Tashi Tsering, Volume 88 of Mellen studies in education, E. Mellen Press, 2003,  (ISBN 0773465790 et 9780773465794)